# Консоциональная демократия
Консоциона́льная демокра́тия —  политическая система, ориентированная на интересы национальных меньшинств, применимая в государстве, разделённом на сегменты по этническим, религиозным, региональным и другим признакам. Модель является обобщением опыта нескольких государств, таких как Швейцария, Бельгия, Нидерланды, Австрия, Израиль. Такая модель может найти применение в развивающихся федеративных странах, где проблема межэтнических противоречий особенно актуальна. В Северной Ирландии данная модель применяется в государственном управлении с 1998 года по результатам Белфастского договора, заключенного между правительствами Великобритании и Ирландии и предусматривающего политическое равновесие при распределении законодательной и исполнительной власти в стране.
Термин "консоциональная демократия" предложил Аренд Лейпхарт, описавший такую политическую систему в своей книге “Демократия в многосоставных обществах”, которая была переведена на несколько языков, в том числе и на русский. Наряду с понятием "консоциональная демократия" в отечественных публикациях также широко используется понятие "сообщественная демократия".

## Условия
Необходимой предпосылкой устойчивости консоциональной модели является способность элиты приходить к единому мнению в разрешаемых вопросах. История знает немало примеров, когда попытки чисто механически внедрить такую модель (Ливан, Кипр, Малайзия) проваливались именно из-за неготовности общества и элиты к компромиссу.

## Основные черты
По мнению самого Лейпхарта консоциональная демократия имеет 4 характерных признака (два первичных и два вторичных).
Главные:
1)	Участие представителей всех значительных групп в принятии политических решений.
2)	Широкая автономия этих групп в управлении своими внутренними делами
Вторичные:
1)	Пропорциональность
2)	Право вето меньшинства
Главная цель заключается в том, чтобы укрепить чувство безопасности каждой группы, предоставляя ей максимальные возможности решать свою судьбу, не создавая при этом угрозы безопасности других групп.

## Критика

### Горовиц и центрипетальная критика консоциальной демократии
Консоциационализм сосредотачивается, усиливает и институционализирует разделяющие идентичностях, такие как этническая принадлежность, вместо интегрирующих идентичностей, таких как класс. Кроме этого, консоциационализм опирается на сотрудничество соперников, которое по своей природе нестабильно. Он фокусируется на внутригосударственных отношениях и игнорирует отношения с другими государствами. Дональд Л. Горовиц утверждает, что консоциационализм может привести к материализации и актуализации этнических разделений, поскольку «большие коалиции маловероятны из-за динамики внутриэтнической конкуренции. Сам акт формирования полиэтнической коалиции порождает внутриэтническую конкуренцию – фланговую, – если её не было изначально».  В соответствии с утверждениями Горовица, Дон Бранкати считает, что федерализм либо территориальная автономия, которые считаются элементами консоциационализма, усиливает этнические разногласия, если они разработана таким образом, чтобы укреплять региональные партии, которые, в свою очередь, поощряют этнические конфликты. 
В качестве альтернативы консоциационализму Горовиц предложил альтернативную модель - центрипетализм. Центрипетализм направлен на деполитизацию этничности и поощрение многоэтнических партий вместо усиления этнических разногласий с помощью политических институтов. 